# Belén Rodríguez (periodista)
Belén Marta Rodríguez Gómez, también conocida simplemente como Belén Rodríguez o simplemente Belén Ro,  (Madrid, 23 de marzo de 1967) es una periodista y colaboradora de televisión española que ha formado parte de más de quince programas de televisión dedicados a la prensa rosa.

## Biografía
Nacida en el seno de una familia de periodistas, es hija de Pedro Rodríguez García y Chari Gómez Miranda (conocida popularmente en televisión como «Doña Adelaida») y hermana del también periodista Pedro Rodríguez Gómez.
Su especialización es la prensa rosa y los concursos de telerrealidad. Su andadura por la televisión comenzó en la década de los noventa, en Televisión Española, detrás de las cámaras en los programas de María Teresa Campos. Su primera vez delante de las cámaras fue en el programa Día a Día, de Telecinco, donde actuaba como colaboradora. Poco después, empieza a colaborar en los debates del concurso Gran Hermano, donde se mantuvo hasta el fin del mismo en 2017. En 2003, la periodista cambia de cadena y comienza a colaborar en Antena 3, en el programa Sabor a ti presentado por Ana Rosa Quintana.
Desde 2005 hasta 2015 colabora en El programa de Ana Rosa en Telecinco, el cual compagina desde 2008 con La Noria, hasta su cancelación en 2012. Más adelante ha colaborado en Enemigos íntimos, ¡Qué tiempo tan feliz! o Viva la vida, todos en Telecinco. También ha participado como concursante en el concurso ¡Mira quién salta!, presentado por Jesús Vázquez en Telecinco.
Entre 2012 y 2014 colabora en Sálvame, al cual regresa en 2016, y en 2013 comienza a colaborar en Sálvame Deluxe. En 2019 abandona ambos programas tras sus duros enfrentamientos con Antonio David Flores. Desde entonces, ha participado en Ya es mediodía, La casa fuerte o Mujeres y hombres y viceversa. En 2021 regresa como colaboradora a Sábado Deluxe y durante la temporada estival de 2022 a Sálvame. 
En 2022 abandona de nuevo su puesto en el Deluxe debido a una polémica con Kiko Hernández y sus compañeros de programa.
En 2023, tras meses apartada de la televisión, comienza a ser colaboradora en los debates del reality Pesadilla en El Paraíso, también en Telecinco. En mayo de ese mismo año comenzó a colaborar en Fiesta.
A finales de noviembre de 2024 anuncia su retirada de la televisión debido a un tumor maligno que le detectan en la garganta, abandonando de forma temporal sus colaboraciones en el programa Fiesta y Gran Hermano. Tras casi cuatro meses fuera de la televisión, el 6 de abril de 2025, vuelve a ser colaboradora habitual del programa Fiesta. A su misma vez comenzó a colaborar en el programa Tardear.

## Trayectoria televisiva
| Año                        | Título                                   | Cadena                       | Notas        |
| -------------------------- | ---------------------------------------- | ---------------------------- | ------------ |
| 1998-2003                  | Día a día                                |                              | Colaboradora |
| 2003-2004                  | Sabor a ti                               |                              | Colaboradora |
| 2004-2024                  | Gran Hermano: El Debate                  |                              | Colaboradora |
| 2005-2012; 2015            | El programa de Ana Rosa                  |                              | Colaboradora |
| 2007                       | La casa de tu vida                       |                              | Colaboradora |
| 2010                       | Enemigos íntimos                         |                              | Colaboradora |
| 2012-2015                  | ¡Qué tiempo tan feliz!                   |                              | Colaboradora |
| 2012-2014; 2016-2019; 2022 | Sálvame                                  |                              | Colaboradora |
| 2013                       | Campamento de verano                     |                              | Colaboradora |
| 2013-2019; 2021-2022       | Deluxe                                   |                              | Colaboradora |
| 2014                       | ¡Mira quién salta!                       | Concursante - 10.ª eliminada |              |
| 2015                       | Pasaporte a la isla                      | Colaboradora                 |              |
| 2015-2024                  | Gran Hermano: Límite 48 horas            | Colaboradora                 |              |
| 2017-2018                  | Viva la vida                             | Colaboradora                 |              |
| 2019                       | Sálvame Okupa                            | Concursante - 4.ª finalista  |              |
| 2020                       | Ya es mediodía                           | Colaboradora                 |              |
| 2020                       | La casa fuerte                           | Colaboradora                 |              |
| 2020-2021                  | Supervivientes: Conexión Honduras        | Colaboradora                 |              |
| 2021                       | Mujeres y hombres y viceversa            | Colaboradora                 |              |
| 2021                       | Rocío, contar la verdad para seguir viva | Colaboradora                 |              |
| 2021                       | La última cena                           | Invitada                     |              |
| 2022                       | Montealto: Regreso a la casa             | Colaboradora                 |              |
| 2022                       | En el nombre de Rocío                    | Colaboradora                 |              |
| 2023                       | Pesadilla en El Paraíso                  | Colaboradora                 |              |
| 2023                       | Fiesta de verano                         | Colaboradora                 |              |
| 2023                       | Gran Hermano VIP: Límite 48 Horas        | Colaboradora                 |              |
| 2023                       | Gran Hermano VIP: El Debate              | Colaboradora                 |              |
| 2023-2024; 2025-presente   | Fiesta                                   | Colaboradora                 |              |
| 2024                       | Homenaje a María Teresa Campos           |                              | Invitada     |
| 2024                       | Gran Hermano Dúo: El Debate              |                              | Colaboradora |
| 2025                       | Tardear                                  |                              | Colaboradora |